# Huaca Melgarejo
La Huaca Melgarejo es un sitio arqueológico ubicado en el distrito de La Molina, en la ciudad de Lima, capital del Perú. Está situado en la avenida La Fontana, en la urbanización Santa Patricia.

## Etimología
La Huaca Melgarejo lleva ese nombre en particular, debido a que el territorio en un periodo de la historia, estuvo en el perímetro de la antigua hacienda llamada del mismo modo, ubicada en la jurisdicción de La Molina.

## Cronología

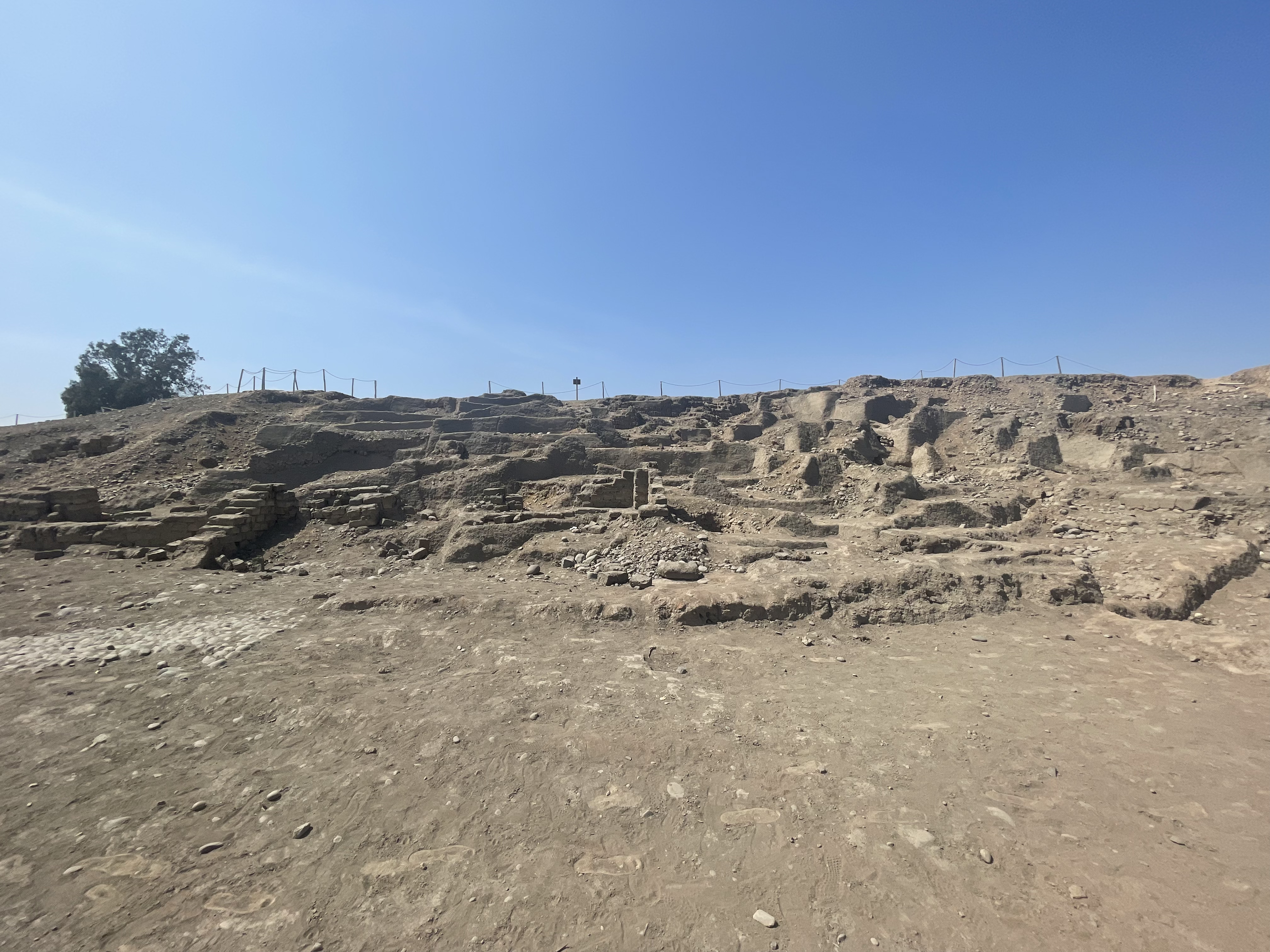
La imagen representa los vestigios de la Huaca Melgarejo ubicada en la demarcación de La Molina en Lima, Perú.

Este sitio arqueológico fue creado en un primer momento durante el Primer Desarrollo Regional (100 a. C.-600 d. C.) por la civilización Lima durante los años 100 d. C. y los 650 d. C. Posteriormente, la Huaca Melgarejo por evidencias históricas se deduce que estuvo en abandono durante un periodo de tiempo justo antes del inicio del Imperio Wari o Segundo Horizonte (600 d. C.). Y en épocas siguientes, el  territorio fue habitado nuevamente para usarlo básicamente como cementerio. Después, fue extendido durante el periodo  del Segundo Desarrollo Regional (900 d. C.-1450 d. C.) por la civilización Ichma alrededor de 1100 d. C. hasta alrededor de 1469 d. C. Y finalmente, en 1996, se realizó a cabo un tratado a través de la Municipalidad de La Molina y la asociación Andrés Avelino Cáceres, para el mantenimiento de este complejo arqueológico. Además, nuevas investigaciones arqueológicas, lideradas por la municipalidad, han dejado en evidencia que en el punto más alto de este lugar, representa a ser una vivienda colonial, la cual se utilizaría de una hacienda muy importante de su época.

## Cultura lima
Lima es una cultura arqueológica del Antiguo Perú la cual se formó en la parte central de la Costa, en la actual provincia metropolitana durante los años 100 y los 650 desde de la existencia de cristo, durante el período del Primer Desarrollo Regional e inicios del Imperio Wari. Es así mismo contemporáneas con las civilizaciones Nasca, Moche,  Recuay y Huarpa. A esta cultura se le conoce por su llamativa y escultórica cerámica con ilustraciones de seres serpentiformes entrelazados y peces. Además también se les destaca por sus edificaciones realizados con costos adobes hechos al natural y así como su delicada y pintoresca cerámica, la cual era fabricada con detalles geométricos.

## Cultura ychsma
El Reino ychsma estaba ubicado al sur de Lima, Perú, en el valle del río Lurín; luego se extendió hacia el norte a orillas del río Rímac. La cultura ychsma se formó alrededor del 1100 d. C. luego de la desintegración del Imperio Wari. La autonomía ychsma duró hasta alrededor de 1469 cuando fueron absorbidos por el Imperio Inca.

## Descubrimiento

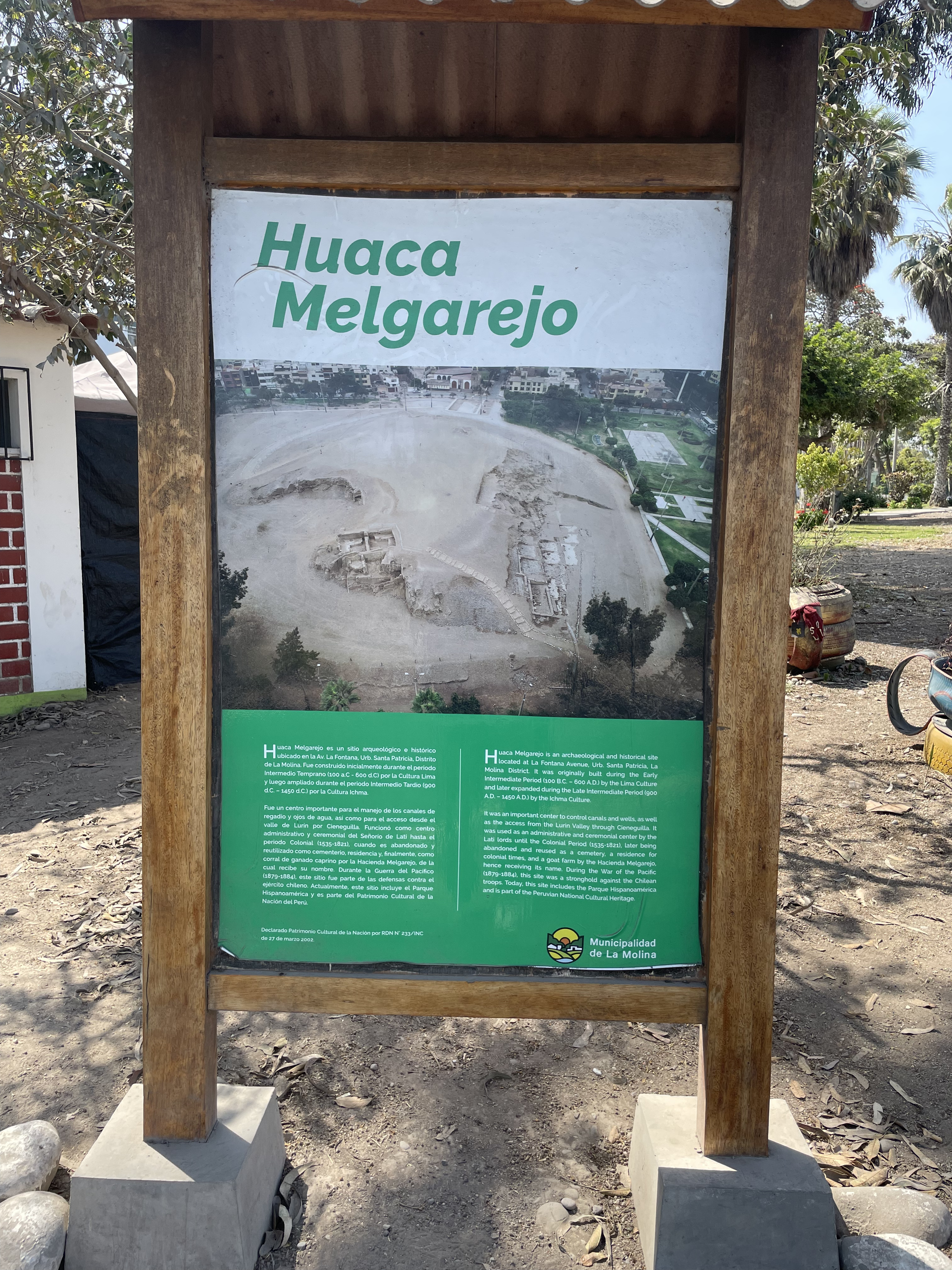
La imagen representa el fichero informativo de la Huaca Melgarejo, como parte de la administración de la Municipalidad de la Molina.

El sitio arqueológico fue descubierto, en realidad, hace no mucho de nuestra era, debido a que la huaca no era visible hacia la vista al estar cubierta por tierra, piedras y algunos otros residuos. Por lo que, se sabe según la historia recopilada es que fue utilizada durante la era imperial como un espacio en donde podían vivir, descansar y relacionarse los trabajadores con otros. También se sabe, que en 1996, se realizó a cabo un tratado a través de la Municipalidad de La Molina y la asociación Andrés Avelino Cáceres (organización encargada principalmente de conseguir que el ídolo nacional de su nombre sea valorado y que su legado permanezca con el tiempo), y por medio de este acuerdo ambas partes se comprometieron a incentivar el interés y la cultura de los habitantes de la zona por la historia de la Huaca Melgarejo. Asimismo, uno de sus propósitos más importantes era lograr que los vecinos se identifiquen con su alrededor, por lo que financiaron el mantenimiento de la huaca en más de una ocasión, haciendo de este modo un intento para recuperar su destello de la antigüedad. Estos trabajos para arreglar la huaca, se empezaron a realizar desde 1996 hasta el presente siglo. Fue justo en 2002, en el que se pudo llevar a cabo la inauguración de la huaca, siendo su visita de forma libre y gratuita a todo aquella persona que quisiera visitarla..

## Historia

La imagen representa la vista superior panorámica de la Huaca Melgarejo y las comunidades vecinales de sus alrededores ubicada en el territorio de La Molina en Lima, Perú.

Melgarejo fue una de las fincas más reconocidas de su época. Durante la era de la Guerra del Salitre esta fue habitada por los vecinos chilenos durante La Batalla de Rinconada. Este episodio se dio en 1881, y es poco conocido hasta por los residentes de La Molina, como una oportunidad chilena por capturar el departamento de Lima desde la provincia de Lurín.  Los invasores al llegar  al territorio Molinero, dieron inicio a una batalla la cual duró cinco horas, y luego de eso al  terminar nuestros compatriotas tuvieron que marcharse del lugar. También existe otro historia al respecto en donde se cuenta que dejaron libres a toros por las calles del distrito para que de este modo agredieran a los vecinos del país del sur, pero que a pesar de esto nuestro poco armamento, que además era deficiente en su mantenimiento, no lograron vencer con el alcance chileno. De todas formas es importante detallar que los soldados peruanos pelearon hasta al final sin rendirse.

## Arquitectura

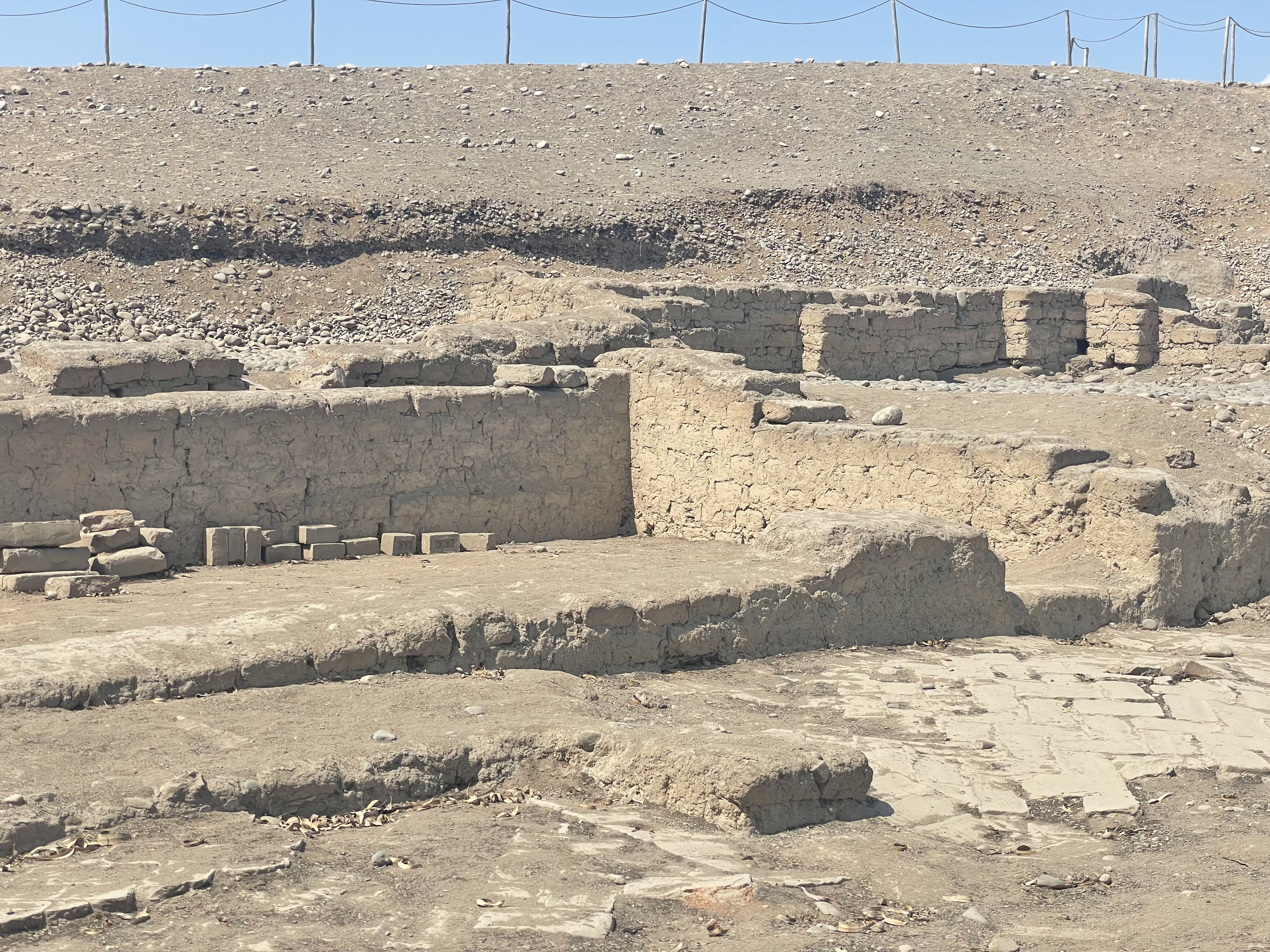
La imagen representa la plataforma escalonada de la Huaca Melgarejo.

El complejo arquitectónico se constituye principalmente de un templo que a la vez era  un centro ceremonial y administrativo de la localidad. La cual estaba ubicada al margen del acueducto de Ate - La Molina. En la Huaca Melgarejo se puede observar actualmente en sus construcciones vestigios sumamente erosionados, de lo que en su momento fue un amplio tablado escalonado. El complejo presenta también distintos estados constructivos, esto siendo fruto de  diversas y consecutivas transformaciones y reorganizaciones de los componentes. En el interior del sitio arqueológico, se evidencia una secuencia de grandes paredes de control y rellenos, así como también está compuesto de reducidos recintos, escaleras, rampas, banquetas, etc. El tablado fue construido con paredes de adobitos, rellenos y tapias. En la parte más alta del edificio, se encontró un gran conjunto de cortos pasadizos y recintos de superficie  en forma rectangular. Algunos de estos recintos muestran huellas de postes y banquetas lo que evidenciaría que estos habrían sido cubiertos. El acceso era restringido en estos recintos, y la comunicación entre todos ellos se daba a través de escasos pasajes. Las plantas se encontraron limpios, esto significaba una característica muy habitual en estas construcciones. Los muros estaban pintadas originalmente. Los cuartos por completo fueron sellados con mucho cuidado haciendo uso de rocas, barro y rellenos que eran utilizados como fragmento  de una ceremonia funeraria  de diversas  estructuras cuando se encontraban descuidados o se producía un incremento de las mismas.

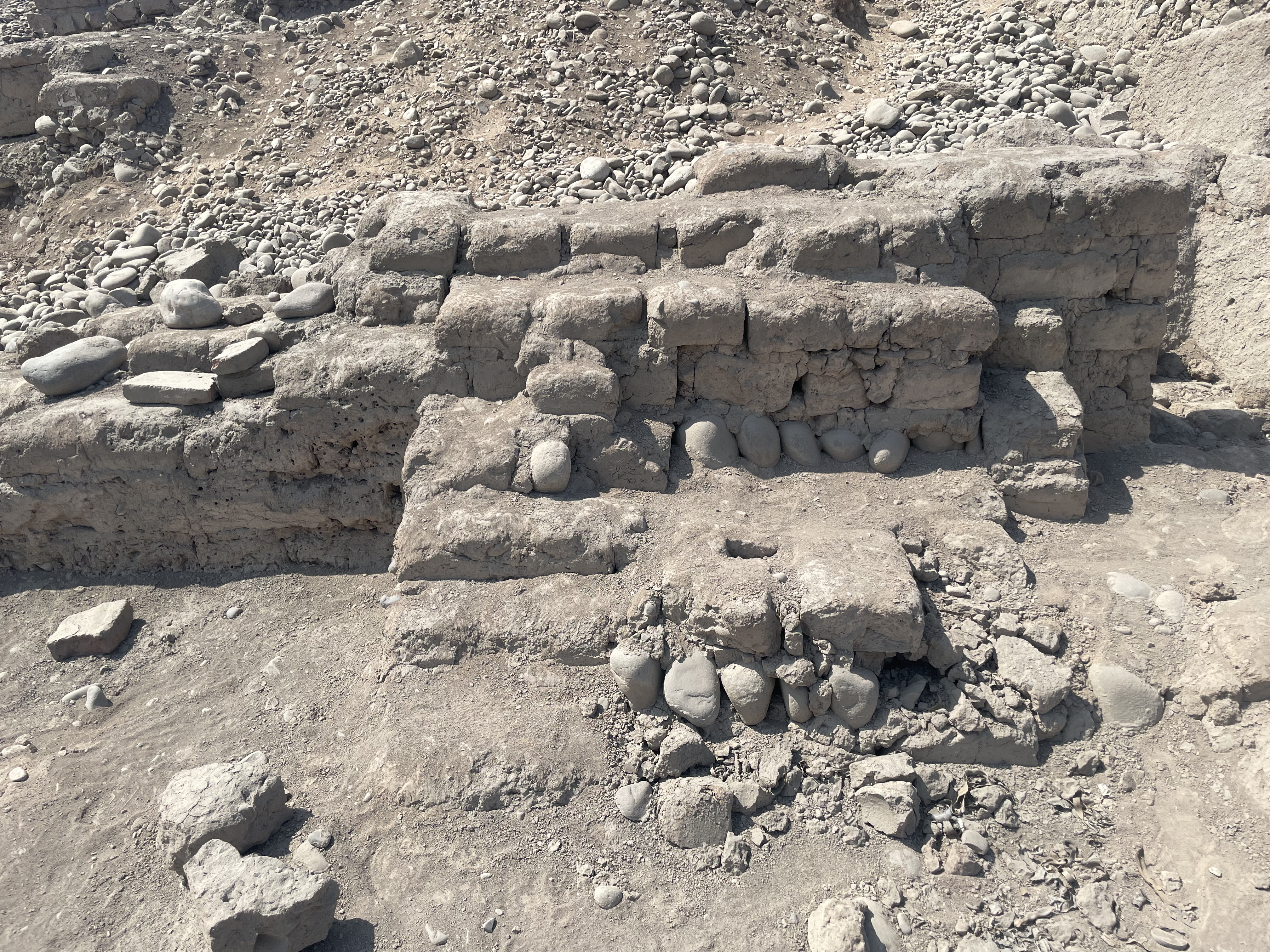
La imagen representa los restos erosionados de la Huaca Melgarejo.